# Demetri Goodson
Demetri Q. Goodson (Charleston, 11 giugno 1989) è un giocatore di football americano statunitense che gioca nel ruolo di cornerback per i Green Bay Packers della National Football League (NFL). Fu scelto nel corso del sesto giro (197º assoluto) del Draft NFL 2014. Al college giocò a football alla Baylor University.

## Carriera professionistica

### Green Bay Packers
Goodson fu scelto nel corso del sesto giro del Draft 2014 dai Green Bay Packers. Debuttò come professionista subentrando nella gara della settimana 8 contro i New Orleans Saints. La sua prima stagione si chiuse con sei tackle in sei presenze.

## Statistiche
| Partite totali      | 6 |
| Partite da titolare | 0 |
| Tackle              | 6 |
| Sack                | 0 |
| Intercetti          | 0 |

Statistiche aggiornate alla stagione 2014